# Wyrówno (jezioro)
Wyrówno – przepływowe jezioro rynnowe w mezoregionie Bory Tucholskie, położone w województwie pomorskim, powiecie kościerskim, w gminie Lipusz, na północnym skraju Wdzydzkiego Parku Krajobrazowego.
W niektórych źródłach jezioro dzieli się na mniejsze akweny traktowane jako osobne jeziora: Wyrówno, Osty i Bielawy. 

## Morfometria
Według danych Instytutu Rybactwa Śródlądowego powierzchnia zwierciadła wody jeziora wynosi 139,8 ha, natomiast A. Choiński, poprzez planimetrowanie na mapach 1:50 000, określił wielkość jeziora na 140 ha. Jeziorna jednolita część wód powierzchniowych ma powierzchnię 135 ha.
Średnia głębokość zbiornika wodnego to 1,6 m, a maksymalna – 5,6 m. Objętość jeziora wynosi 2226,1 tys. m³. Maksymalna długość jeziora to 3075 m, a szerokość 785 m. Długość linii brzegowej wynosi 9162 m.
Według Atlasu jezior Polski (red. J. Jańczak, 1996) lustro wody znajduje się na wysokości 137,7 m n.p.m., natomiast według numerycznego modelu terenu udostępnionego przez Geoportal lustro wody znajduje się na wysokości 137 m n.p.m.
Według Mapy Podziału Hydrograficznego Polski leży na terenie zlewni szóstego poziomu Zlewnia jez. Osty, jez. Wyrówno, jez. Bielawy. Identyfikator MPHP to 294181.